# Poranek Info
Info Poranek – poranne pasmo informacyjne TVP Info (w ramówce stacji od 6 października 2007) z trwającymi od 5 do 30 minut programami. TVP1 retransmitowała pasmo od połowy 2013, zastępując w godzinach 5:55-8:00 magazyn poranny Kawa czy herbata?. W pierwszym kwartale 2015 emisja serwisu w Jedynce ograniczona została do 45 minut dziennie, i nie powrócił aż do 2024, kiedy to będzie emitowany od poniedziałku do piątku w godzinach 5:55 do 6:55.

## Emisja
Codziennie od 5:55 do 9:30.
Program składa się z serwisów informacyjnych i sportowych, przeglądu prasy krajowej i zagranicznej oraz portali internetowych, prognozy pogody, informacji ekonomicznych i rozmowy z zaproszonymi gośćmi.
Pasmo kilkukrotnie zmieniało swoją formułę. Obecnie jest prowadzone przez gospodarza rozmawiającego z gośćmi i reporterami oraz serwisanta przedstawiającego najważniejsze informacje.

## Programy nadawane podczas Poranka Info
- Serwis Info – kilkuminutowy serwis informacyjny emitowany zazwyczaj co pół godziny od 6:00 do 9:00.
- Polska o poranku - program tworzony z ośrodkami regionalnymi Telewizji Polskiej z łączeniami z danego regionu; nadawany codziennie od 7:30 do 8:15.[8]
- Pogoda – prognoza pogody w formie krótkiej rozmowy z prezenterem pogody w studiu lub jego relacji z Warszawy.
- Sport – serwis sportowy, w którym prowadzący Poranka rozmawiają o wydarzeniach sportowych z dziennikarzem TVP Sport.
- Gość poranka – rozmowa z ekspertami i politykami na bieżące tematy; nadawany od poniedziałku do piątku o 8:15.[9]
- Przed południem – przedpołudniowy program informacyjny z rozmowami z gośćmi i łączeniami z reporterami. Nadawany od poniedziałku do piątku od 9:30 do 10:30.[10]